# Grand Escalier (Titanic)
Vous lisez un « article de qualité » labellisé en 2013.
Pour les articles homonymes, voir Grand escalier.
Le Grand Escalier est l'élément décoratif le plus connu de l'intérieur du Titanic. Il s'agit en réalité de deux escaliers du même type, l'un plus petit que l'autre, qui desservent toutes les installations de première classe du paquebot. La décoration de l'escalier est particulièrement recherchée, avec des rambardes décorées, des pièces de bois travaillées et des panneaux sculptés. Au pont D, près de la salle à manger, l'escalier se transforme en vaste salle de réception pouvant accueillir près de 550 personnes.
Durant le naufrage, l'escalier a été le principal point d'accès des passagers aux canots de sauvetage du Titanic. Son destin reste cependant assez flou. Sur l'épave, l'escalier lui-même a disparu sans laisser de trace autre que des débris épars. Sa cage, laissée vide, est un des principaux points d'accès aux robots équipés de caméras qui peuvent ainsi visiter le navire.
Pièce particulièrement symbolique, le Grand Escalier est reproduit dans plusieurs films sur le sujet, notamment celui de James Cameron, où il offre un théâtre à des scènes importantes de l'intrigue. Il est également reproduit dans plusieurs musées et expositions itinérantes.

## Disposition
Il existe en réalité sur le Titanic deux grands escaliers en première classe. Le premier (le principal) se situe entre les première et deuxième cheminées, près des quartiers des officiers et du gymnase. Le second (qui ne dessert que les ponts A à C) est situé entre la troisième et la quatrième cheminée du paquebot. Seule la première classe est autorisée à les emprunter. S'il est rapidement entré dans le langage des spécialistes du Titanic, le terme de « Grand Escalier » n'a jamais été proposé par les chantiers Harland & Wolff ou par la White Star Line : les plans parlent plutôt de l'« Escalier principal de première classe » pour l'escalier avant, et de l'« Escalier de première classe » pour l'escalier arrière.
Chaque escalier adopte une disposition à double volée : entre chaque pont, la partie inférieure de l'escalier, double, monte de la poupe à la proue. Arrivé à un palier intermédiaire, l'escalier se sépare en deux escaliers perpendiculaires, partant chacun vers un des flancs du navire. Avec ses dix-huit mètres de haut, le Grand Escalier avant constitue l'accès principal aux installations de première classe. Outre les logements des passagers du pont A au pont E, il dessert le salon de lecture et le salon principal des premières classes au pont A, et la salle à manger de première classe au pont D. Il permet également d'accéder au pont promenade qui fait le tour du pont A, ainsi qu'au pont des embarcations, et au gymnase. Enfin, aux ponts B et D se situent les accès aux halls d'embarquement par lesquels les passagers accèdent au navire. À l'arrière du Grand Escalier, trois ascenseurs sont mis à la disposition des passagers. De même que l'escalier, ils descendent jusqu'au pont E, mais ne desservent pas le pont des embarcations. Il s'agit donc d'une voie d'accès primordiale à bord. À partir du pont E, l'escalier se poursuit jusqu'aux bains turcs, au pont F, dans un style beaucoup plus austère, marquant une rupture avec le Grand Escalier lui-même.
Conçu de façon identique, le Grand Escalier arrière est cependant moins grand. Il dessert plusieurs installations telles que le fumoir de première classe, le Restaurant à la carte et le Café parisien, ainsi que le salon de première classe et le salon de coiffure. Contrairement à son pendant avant, cet escalier n'a pas d’ascenseur associé.

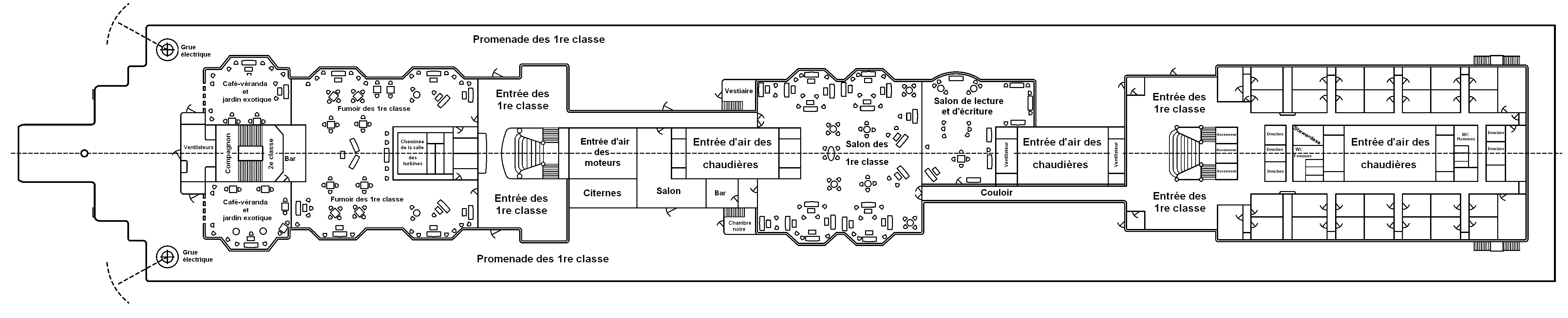
Installations sur le pont A desservies par les deux escaliers.

## Décorations et ornements

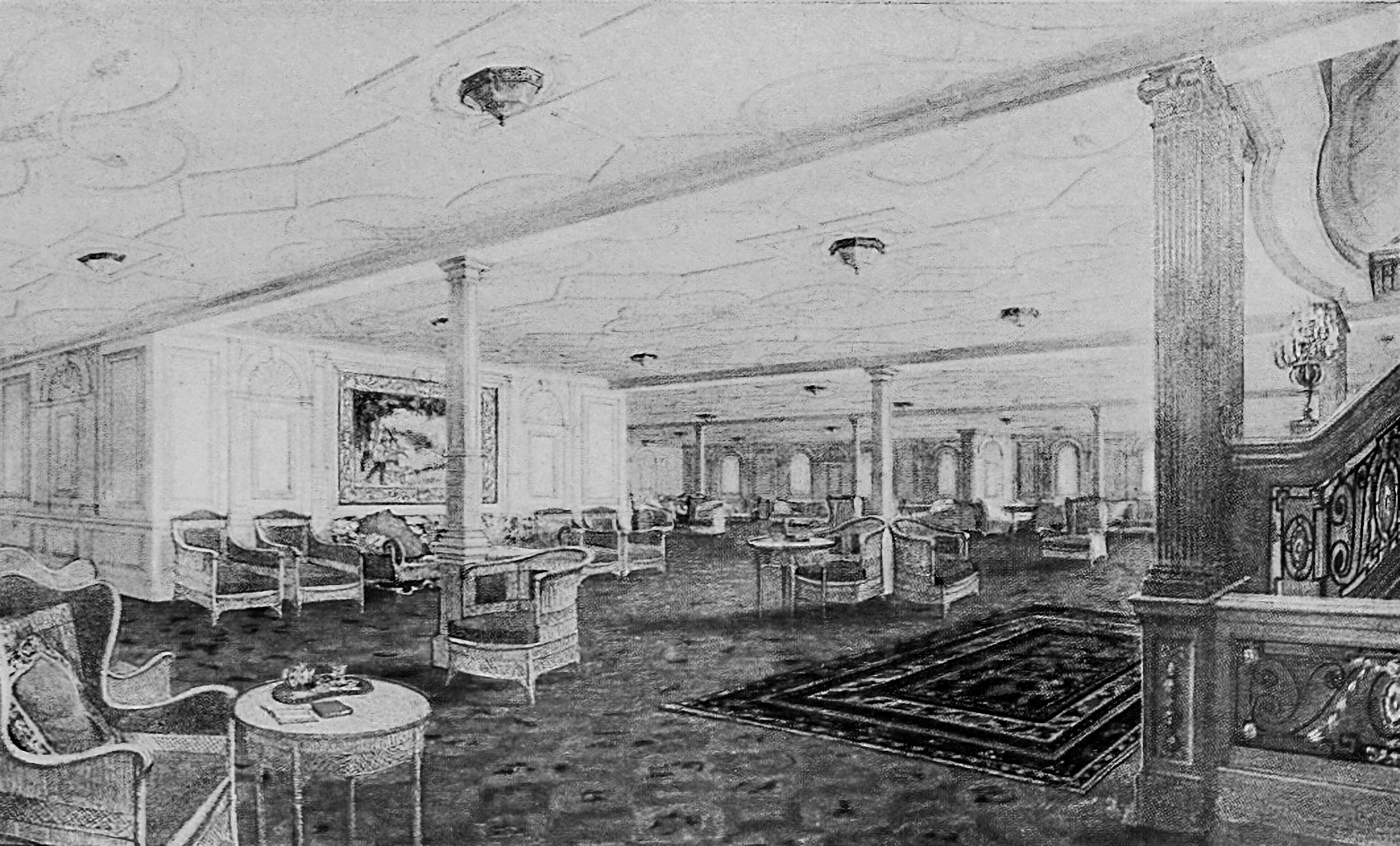
La salle de réception de 1re classe sur le pont D. On remarque à l'extrême droite, le Grand Escalier et le candélabre.

La décoration des deux escaliers demandée par la White Star Line s'inspire du style Guillaume III et Marie II d'Angleterre, avec des lambris en chêne poli, sculptés par endroits et des marches couvertes de linoléum blanc ornées de baguettes dorées. Les balustrades en chêne et en fer forgé rehaussé de motifs de feuillages en bronze doré sont cependant de style Louis XIV,. Elles sont agrémentées au pied des escaliers d'ananas sculptés et d'angelots en bronze tenant chacun une lampe, sauf au pont D où un candélabre de vingt et une lampes trône à la place,. Les trois ascenseurs situés à l'arrière de l'escalier avant ont des grilles en fer forgé, différentes sur le Titanic et sur l'Olympic. Les étages supérieurs des deux escaliers se veulent plus impressionnants que les autres : un grand dôme de verre dépoli enchâssé dans une armature de fer forgé, éclairé la nuit par un lustre de cinquante lampes laisse passer la lumière du jour et alors que les demi-paliers inférieurs sont décorés de peintures,, un panneau mural en bois incrusté d'une pendule représentant l'Honneur et la Gloire couronnant le Temps habille le dernier demi-palier à l'avant,. Une simple pendule est disposée à l'arrière. De la même manière, les lustres dorés en cristal taillé des ponts inférieurs sont remplacés au pont des embarcations et au pont A par des lustres en perles de cristal, lustres célèbres pour avoir été photographiés en 1986 par Robert Ballard sur l'épave.
Aux ponts A, B, C et E ainsi que sur le pont des embarcations, le Grand escalier ouvre sur des halls meublés de larges fauteuils bleus. Le sol est en linoleum blanc et noir et les murs en chêne. Sur le pont C du Grand Escalier avant à tribord, une arche surplombe le bureau du commissaire de bord. Au pont D, le Grand escalier donne accès à une vaste salle de réception de style jacobéen communiquant avec la salle à manger. Entièrement peinte en blanc, le sol couvert d'une épaisse moquette rouge orangée, elle est garnie de sièges en rotin aux coussins verts et de palmiers en pots. Des vitraux en forme d'arche, éclairés la nuit par l'arrière au moyen de linolites masquent les hublots. Les passagers s'y retrouvent l'après-midi pour une collation ou avant le dîner. La salle étant munie d'un piano à queue, c'est également ici que l'orchestre joue après les repas alors que les passagers prennent le café. L'installation avait reçu un tel accueil sur le jumeau du paquebot qu'elle est agrandie sur le Titanic. Au pont F, l'escalier est entièrement en chêne, balustrades comprises.
Le pont B du Grand Escalier arrière présente pour sa part une particularité. Le Restaurant à la carte de l'Olympic a en effet connu un succès tel que les architectes l'ont agrandi sur le Titanic, lui adjoignant le Café parisien. Pour compléter le tout, il est décidé d'utiliser le Grand Escalier arrière à cet étage comme salle de réception. La pièce présente donc un mélange de styles entre l'escalier tel qu'il figure aux autres ponts et le style géorgien. Au lieu des panneaux couleur bois habituels, elle dispose de murs peints en blanc. Un trio de cordes y joue des airs pour accueillir les passagers, qui peuvent s'asseoir à loisir sur des sièges de style Louis XVI ornés de soie rouge carmin,.

## La fin du Grand Escalier

### Pendant la nuit du naufrage duTitanic

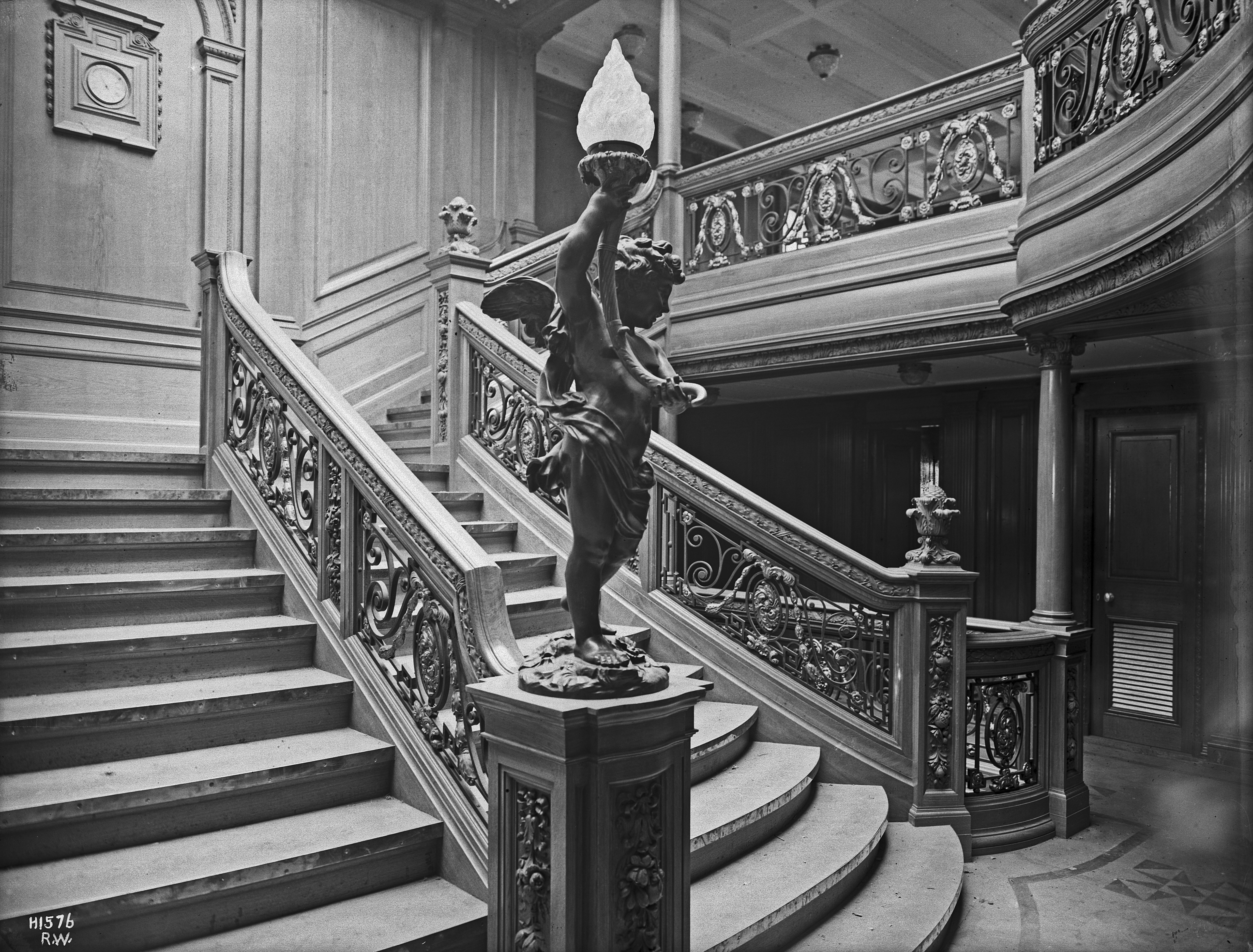
Le Grand Escalier arrière au niveau du pont B de l’Olympic, très semblable à celui du Titanic.

Pendant la nuit du 14 au 15 avril 1912, durant le naufrage du Titanic, le Grand Escalier devient l'une des principales voies d'accès aux canots de sauvetage, en particulier pour les passagers de première classe. D'après les plans détaillés du navire, l'une des portes de secours de la coursive Scotland Road qui parcourt le navire sur toute sa longueur aurait également été conçue pour permettre aux passagers de troisième classe d'accéder à l'escalier, et donc aux canots. Les expéditions sur l'épave n'en ont cependant pas trouvé trace, et par ailleurs, s'il s'est avéré que l'accès existait, il n'est pas certain que beaucoup l'aient trouvé, les indications n'étant pas toujours claires. Afin d'apaiser le climat et de détendre les passagers, l'orchestre du Titanic se réunit sur le pont principal dans le Grand Escalier, où un piano est installé. Il est probable que plusieurs passagers ont profité de la chaleur de l'escalier pour échapper au froid mordant régnant à l'extérieur, en attendant d'embarquer dans un canot.
La fin du Grand Escalier n'est connue que par les spéculations et l'étude de l'épave. Dans les derniers instants du paquebot, l'eau, atteignant l'extérieur du pont des embarcations, est probablement rentrée par la coupole et les fenêtres, inondant la cage d'escalier qui se remplissait progressivement depuis le début du naufrage. Le tournage du film Titanic de James Cameron apporte cependant, en 1997, de nouveaux éléments. Le tournage de l'engloutissement s'est fait en temps réel, dans une reconstitution à l'échelle. Or, sous le poids des trombes d'eau, l'escalier s'est détaché de ses bases avant de se mettre à flotter. Cela tendrait à expliquer qu'il ne soit plus présent dans sa cage, et que des éléments décoratifs aient été retrouvés, flottant sur les lieux du drame.
Le Grand Escalier arrière, pour sa part, se situe à l'endroit où le Titanic s'est brisé en deux. L'escalier étant situé au-dessus de la salle des machines, il est probable que ces deux grandes zones de vide ont été une faiblesse structurelle qui a entraîné la cassure.

### Le Grand Escalier aujourd'hui
Il reste aujourd'hui du Grand Escalier avant une ouverture béante d'environ six mètres sur cinq. Une brèche s'est formée à la place de la coupole, permettant aux robots visitant l'épave de pénétrer facilement à l'intérieur. L'escalier en lui-même a disparu, seule une partie de la structure entre les ponts C et D est toujours en place. De ce fait, son destin reste assez flou : aucun élément de décoration provenant avec certitude de cette pièce, hormis des lustres ainsi qu'un socle de chérubin, n'a été repéré sur l'épave. Depuis le film Titanic de James Cameron, la théorie de la dislocation du Grand Escalier durant le naufrage est de plus en plus reprise pour expliquer sa disparition mystérieuse.
La plupart des lambris ont été rongés par les organismes marins. Cependant, sur le pont D, au niveau de la salle de réception subsiste une bonne partie des boiseries ainsi que des vitraux. Selon James Cameron, les organismes qui ont commencé à ronger les lambris de cette pièce sont morts très rapidement, du fait du plomb contenu dans la peinture blanche de la salle.
La partie arrière s'étant disloquée lors de la chute vers le fond, le lieu où se dressait l'escalier arrière est aujourd'hui inexistant. Une grande quantité de débris s'en est échappée cependant : l'expédition de 1986 a localisé quelques rambardes de fer forgé sur le fond de l'océan, et un des angelots qui ornait les paliers a été remonté en 1987. Une partie de l'armature de la coupole de verre a également été retrouvée.

## À bord des jumeaux duTitanic

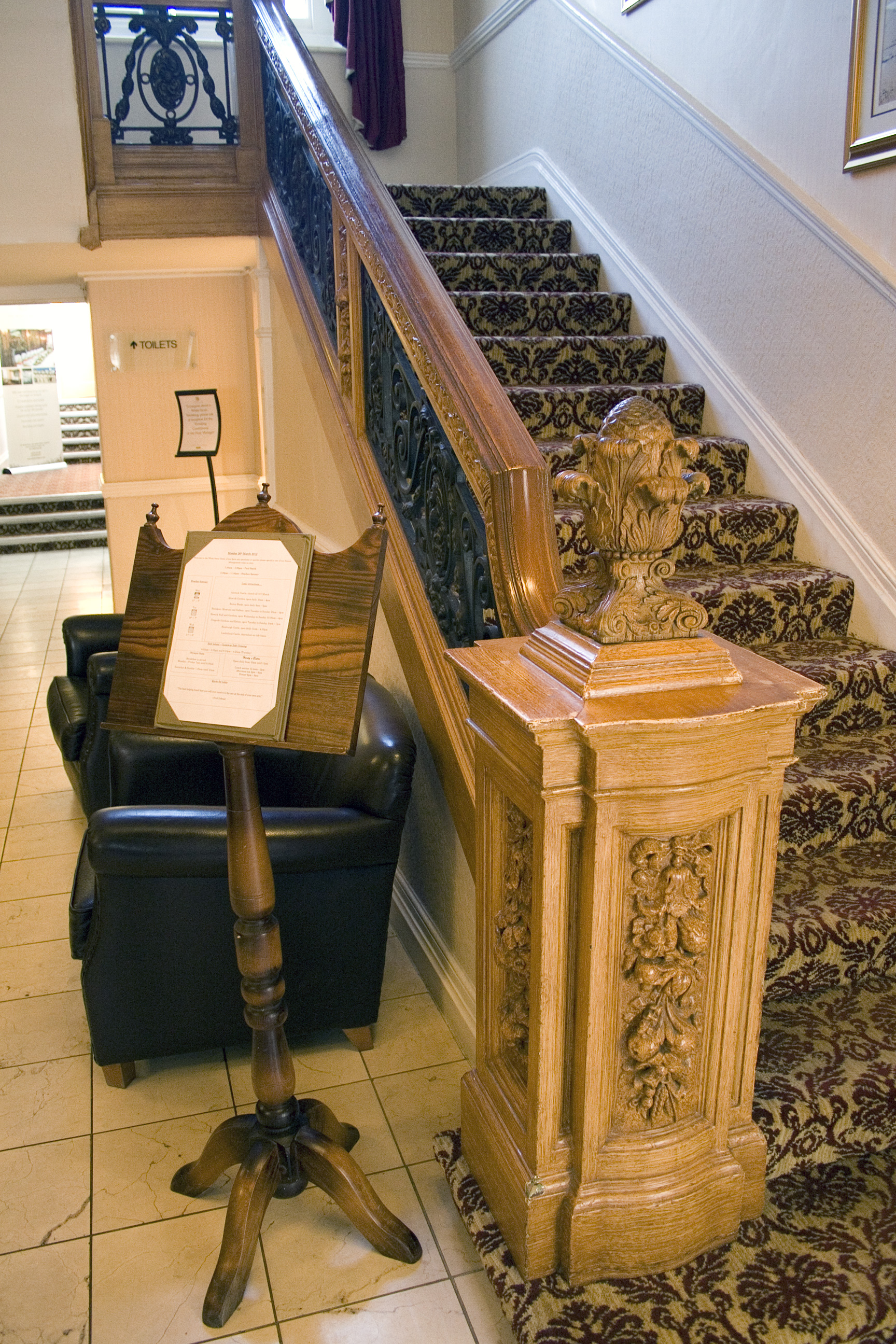
Un élément décoratif du Grand Escalier de l'Olympic dans le White Swan Hotel.

Le Titanic a deux paquebots jumeaux, l'Olympic mis en service en 1911, et le Britannic qui aurait dû entrer en service en 1915 mais n'a jamais pu entamer de voyage commercial après avoir été coulé durant la guerre. Comme sur le Titanic, le Grand Escalier est un élément central de leur structure. Il est difficile de connaître les différences entre ceux de l'Olympic et du Titanic : en réalité, aucune photographie du Grand Escalier de ce dernier n'est connue. Toutes les photographies représentant cette partie du navire sont donc, en réalité, prises à bord de son jumeau. Il semble que les différences entre les deux soient ténues : la seule supposition est que les rebords des marches du Titanic étaient peut-être en caoutchouc au lieu du cuivre poli original. Ce changement a en effet été fait sur son Sister-ship en 1913. La décoration de celui-ci évolue avec le temps. Dans les années 1930, l'intégralité de la pièce est repeinte en vert avocat pour correspondre à l'évolution des goûts de la clientèle. Une fois le navire retiré du service, ses éléments décoratifs sont vendus aux enchères, notamment l'horloge décorée, qui orne désormais le musée maritime de Southampton,. Des rambardes de l'escalier sont également visibles au White Swan Hotel d'Alnwick, dans le Northumberland en Angleterre,, dans une usine de ciment à Clitheroe, et jusqu'en 2004, quelques lambris ainsi que les peintures ornant les demi-paliers de l'escalier se trouvaient dans une fabrique de peinture à Haltwhistle,. Quelques lots de panneaux muraux n'ayant pas été vendus aux enchères en 1935 sont retrouvés dans une grange en Écosse en 1991,,. Le candélabre de vingt-et-une lampes du pont D quant à lui ornait l'escalier d'honneur de l'aciérie Albion Works, à Sheffield jusque dans les années 1980. Sa trace a été perdue depuis.
Le Britannic devant arriver nettement plus tard, sa conception est améliorée. Les architectes ont, pour le Grand Escalier, des envies de luxe. De grandes orgues sont ainsi conçues pour être ajoutées, sur le pont A, à l'ensemble. Il est également envisagé d'ajouter un ascenseur près de l'escalier arrière. Cependant, la conversion du paquebot en navire-hôpital au cours de la Première Guerre mondiale et son naufrage en 1916 empêchent ces projets de voir le jour.

## Représentations ultérieures

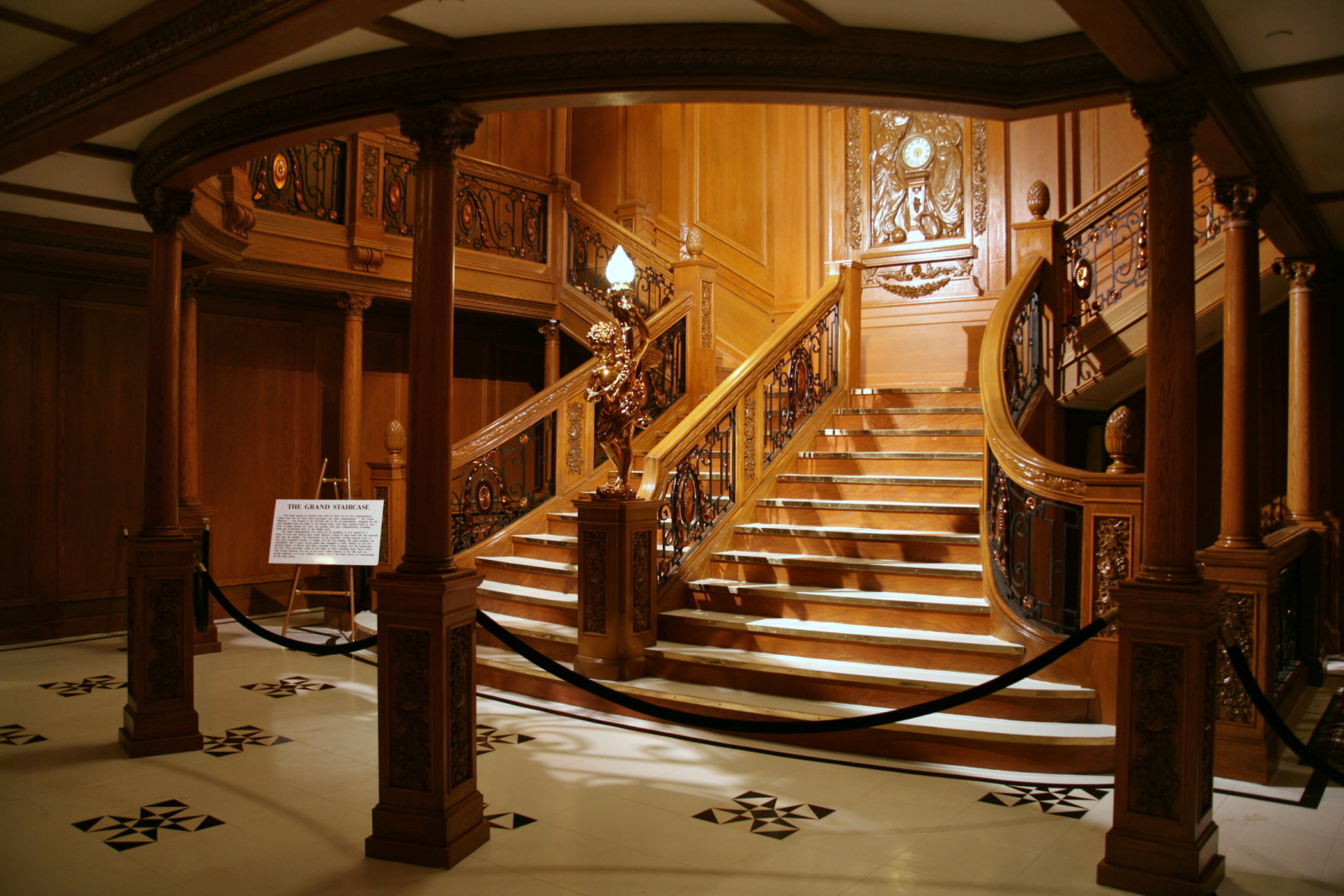
Le Grand Escalier, reconstitué dans une exposition itinérante.

Avec le naufrage du Titanic et son entrée dans la légende, le Grand Escalier est devenu le symbole de la décoration du paquebot. Il apparaît ainsi dans un grand nombre de films sur le navire, reproduit de façon plus ou moins fidèle. L'escalier présenté dans le Titanic nazi de 1943 ne ressemble que très vaguement à son modèle, quand celui qui est dépeint dans la mini-série Le Titanic de 1996 présente certaines approximations : un lustre remplace le dôme de verre et des appliques murales sont installées de chaque côté de la mezzanine. En revanche, dans Atlantique, latitude 41° en 1958, l'escalier a été recréé fidèlement à partir des plans d'origine. Il en va de même pour celui présenté dans Titanic de James Cameron. Le Grand Escalier y est minutieusement recréé, mais légèrement plus large, pour que deux personnes puissent s'y tenir côte-à-côte. La salle de réception est également reconstituée en détail et apparaît dans plusieurs scènes, y compris en partie immergée. Le peintre Ken Marschall, spécialiste des intérieurs du navire, a joué le rôle de conseiller technique durant la construction des décors. Lors des scènes de naufrage, le décor est coulé en direct, plusieurs milliers de tonnes d'eau détruisant la coupole avant d'engloutir la pièce et les cascadeurs qui s'y trouvent.
Le Grand Escalier n'apparaît pas que dans les films. En 1996, l'équipe de Cyberflix le recrée assez fidèlement pour le jeu vidéo Titanic : Une aventure hors du temps. La pièce est également recréée avec plus ou moins de succès dans plusieurs musées consacrés au paquebot. Celui de Branson (Missouri) propose ainsi une reconstitution fidèle (bien qu'équipée de rampes supplémentaires en cuivre pour la sécurité des usagers), qui a coûté plus d'un million de dollars à sa construction. Le musée Titanic de Belfast, inauguré en 2012, présente également sa copie du Grand Escalier, bien que très différente de l'original, pour des raisons de sécurité et d'accessibilité. Enfin, le musée maritime de Halifax présente une photographie à échelle humaine de la pièce, entourée de débris récupérés après le drame.